# Battlezone: Rise of the Black Dogs
Battlezone: Rise of the Black Dogs est un jeu vidéo d'action et de stratégie en temps réel sorti en 2000 sur Nintendo 64. Le jeu a été développé par Climax Group et édité par Crave Entertainment.
Le jeu est basé sur Battlezone, la version PC sortie en 1998.